# Comuna Værløse
Værløse (Værløse Kommune) a fost o comună din comitatul Københavns Amt, Danemarca, care a existat între anii 1970-2006. Comuna avea o suprafață totală de 33,99 km² și o populație de 18.633 de locuitori (în 2006), iar din 2007 teritoriul său face parte din comuna Furesø.